# Wiggenbeen

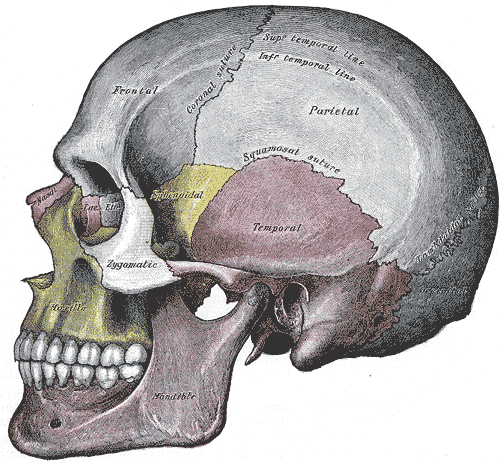
os sphenoidale (geel in het midden van de schedel)

Het os sphenoidale of wiggenbeen is een van de botten in de basis van de schedel. Het bevindt zich op ooghoogte in het midden van de schedel, is vlindervormig en ongeveer tien centimeter breed. In dit bot bevindt zich een holte, de sinus sphenoidalis. Hierachter zit de sella Turcica (= Turkse zadel). Daarin ligt de hypofyse. Het hellende vlak van de achterzijde van het os sphenoidale dat ondersteuning geeft aan de pons wordt clivus genoemd.
De naam os sphenoidale is afkomstig van Oudgrieks σφηνοειδής, sphenoeidès, "wigvormig", afgeleid van σφήν, "wig" vanwege het wigvormige uiterlijk van het bot.
Het wiggenbeen is het eerste bot dat in het embryo wordt gevormd. In het begin van het embryo is het plat, zoals bij alle zoogdieren. Als de hersenen en het zenuwstelsel zich beginnen te ontwikkelen ontvouwt het wiggenbeen zich en krijgt het zijn uiteindelijke vorm. Als die ontvouwing niet optreedt, ontstaat er nauwelijks hersenvorming en een reusachtige kaak, waardoor het embryo niet levensvatbaar is. Een dergelijke schedel lijkt veel op het oorspronkelijke model van de zoogdierschedel; tijdens de evolutie van de mens is het wiggenbeen namelijk bij het steeds verder rechtoplopen meer naar beneden gekromd.
Het sfenoïde dat bij sommige zoogdieren waaronder de mens en andere primaten voorkomt, is een versmelting van het basissfenoïde, parasfenoïde en de pterygoïden bij meer basale gewervelden.
Bij een hypofyseoperatie wordt eerst het neustussenschot verwijderd. Vervolgens wordt een gat geboord in het wiggenbeen om uiteindelijk via de sella Turcica bij de hypofyse te komen.
voorhoofdsbeen · wandbeen · slaapbeen · achterhoofdsbeen · wiggenbeen · zeefbeen

jukbeen · bovenkaakbeen · neusbeen · onderkaak · verhemeltebeen · traanbeen · ploegschaarbeen · onderste neusschelp

hamer · aambeeld · stijgbeugel